# 아폴리나리오 마비니

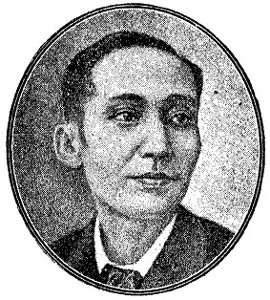
아폴리나리오 마비니

아폴리나리오 마비니(스페인어: Apolinario Mabini, 1864년 7월 23일 ~ 1903년 5월 13일)는 필리핀의 혁명가이자 독립운동가, 언론인, 작가, 정치인이다. 필리핀의 현대 헌법의 초안자이자 작성자이기도 하다. 필리핀의 행정원장을 역임했다. 필리핀 역사에서 그는 "위대한 마비니", "혁명의 뇌" 등으로 불린다.
농촌 출신으로 마닐라의 산후안데레트란대학에서 수학하고 1894년 산토 토마스 대학에서 법학박사학위를 받았다. 소아장애와 가난을 극복하고 법률가가 되었으며, 독립과 독립 이후의 혁명정부를 꿈꾸었지만 투옥 생활을 반복했다. 혁명정부를 구상해 낸 필리핀의 위대한 역사적 인물로 후에 필리핀의 국부의 한 사람으로 추앙받았으며 초대 수상과 외무부 장관을 역임했다.
1896년 8월 민족주의자 반란에 가담해 애국지사 안드레스 보니파시오 장군의 군대에 들어가 그의 심복이 되고 카티푸난의 이론가로 활동했다. 뒤이어 에밀리오 아기날도의 심복이 되어 그를 돕다가 필리핀 혁명정부 행정원장(수상)과 외무부장관에 선임되었다.
1898년부터 미국의 식민통치에 저항하여 독립을 꾀하다가 1899년 미국에 의해 강제로 해임당한 뒤, 체포되어 괌으로 유배되었고, 1903년 석방되어 필리핀으로 귀국했으나 같은 해 5월 콜레라로 39세의 젊은 나이에 사망하였다. 필리핀 최초의 현대 헌법 초안의 작성자이기도 하다. 필리핀 화폐 1페소 지폐 도완에 들어간 인물이자 현행 10페소 도안에 안드레스 보니파시오와 함께 들어갔다.

## 생애

### 학창 시절

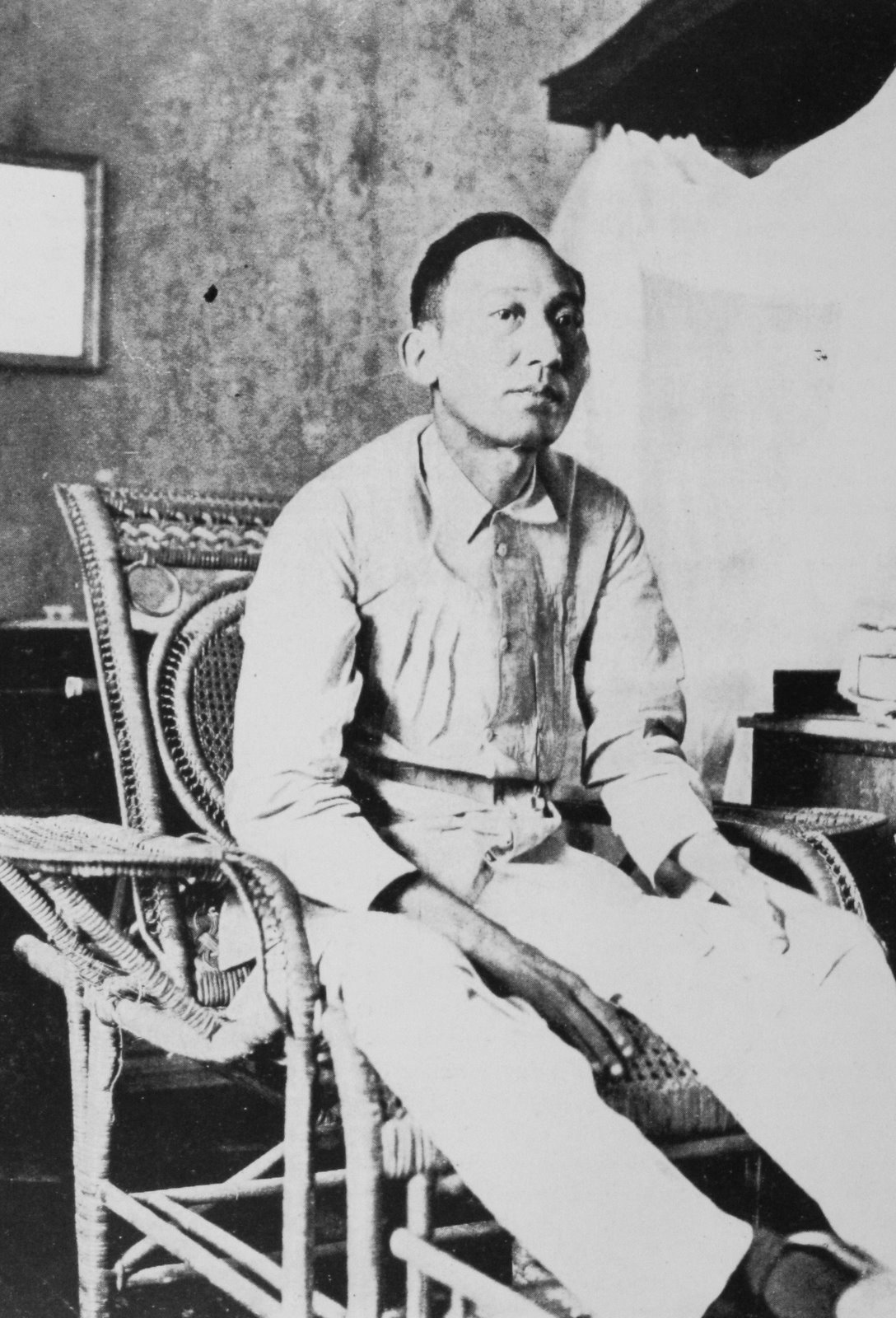
아폴리나리오 마비니

아폴리나리오 마비니는 1864년 7월 23일 필리핀 바탕가스의 탈라가에서 이노센시오 마비니와 디오니시아 마라난의 둘째아들로 태어났다. 그의 집안은 가난하였지만 아폴리나리오는 어려서 할아버지와 어머니로부터 글쓰기와 읽기를 배웠다. 총명하였지만 집안 형편상 학업을 할 수 없었던 그는 심플리시오 아벨리노 초등학교에 입학, 소아장애로 고통을 받으면서도 어린나이에 심부름꾼, 잡부, 숙박업소의 종업원 등을 하며 심플리시오 아벨리노 초등학교를 고학으로 졸업하였다.
그 후 중학교와 고등학교에서 우수한 성적을 거두었고, 고등학교를 우수한 성적으로 졸업한 뒤 아폴리나리오는 마닐라의 산후안 데 레트란 단과대학의 문과에 입학하여 세계사를 전공하고 우수한 성적으로 졸업했다.
마비니의 어머니는 그를 성직자로 키우려 했지만 그는 가난하고 어려운 사람들을 돕겠다는 신념으로 어머니의 뜻을 저버린다. 그 후 산후안 데 레트란 단과대학 졸업 후 대학 편입학을 포기하고, 잠시 교사생활을 하였다. 그러나 마비니는 공부를 더 하고싶은 욕심에 노동으로 1888년 산토 토마스 대학에 입학하여 법학을 전공했다.

### 민족 해방과 혁명 운동
그 뒤 열강의 침략이 가시화되자 안드레스 보니파시오, 에밀리오 아기날도 등과 함께 스페인 등에 저항하는 민족 해방 운동에 참가하였다. 1896년 8월 민족주의자 반란에 가담해 애국지사 안드레스 보니파시오 장군의 군대에 들어가 그의 심복이 되고 카티푸난의 이론가로 활동했다. 뒤이어 에밀리오 아기날도의 심복이 된다. 그러나 1896년말 아폴리나리오는 갑자기 열병에 걸려 몸에 마비증상이 왔고, 전신마비라는 신체적인 결함으로 인해 마비니는 안드레스 보니파시오와 카티푸난의 무장 혁명운동당시 활동적인 부분을 담당하지는 못했으나 카티푸난의 이론가이자 혁명의 이론가로서 참모 역할을 하였고 혁명의 제2단계 실현에 기여하였다.
1897년 병중에도 필리핀을 지배해 온 스페인에 맞서는 독립 운동에 가담했으며 카티푸난의 이론가이자 핵심 참모로 활동했다. 스페인-미국 전쟁 당시 그는 아기날도의 수석 고문으로 활동했다. 이때 그는 스페인으로부터의 독립을 위해 미국과 손잡을 것을 주장했다. 그 뒤 카티푸난에서 아기날도를 대통령으로 선출하자 이를 지지하였다.

### 정부 수립

#### 미국과의 갈등
그는 혁명정부를 구상하고 1898년 1월 아기날도 정부의 행정원장과 외무부장관을 역임하였다. 미국과 필리핀 혁명 정부 사이에 무력 총돌이 발생하자 그는 평화를 위한 협상을 제안했다. 그러나 협상 중 그가 제시한 조건에서 미국인들이 아기날도의 새로운 정부와 마비니 내각의 자율성을 인정할 것을 주장하는 조건이 있어 미국측은 협상을 거절했다. 마비니는 다시 협상을 추진하지만 회담은 또 다시 결렬되었다. 결국 그는 미국의 협상 거부가 필리핀 침략을 목적으로 하는 것이라고 보고 독립 전쟁을 결심한다. 1899년 5월 7일 일단 총리직을 사임했다.
그러나 그는 외무장관이었고, 1899년 8월 혁명국회에서 대법원장으로 선출되었다. 또한 1898년 9월부터 최초의 현대 필리핀 헌법 초안을 작성, 10월 교역도시 말롤로스에서 열린 정치집회에서 이를 발표하였다. 마비니는 미국헌법을 참조, 이와 유사한 헌법을 기초했다.

#### 독립 전쟁 참여와 투옥
독립선언을 한 후 아귀날도가 정부를 개편하자 아폴리나리오 마비니가 아기날도 정부의 고문이 되었다. 마비니는 아귀날도에게 독재 정부를 포기하고 개방형 혁명 정부를 세울것을 충고했으나 거절당했다. 아기날도는 슬하에 5명의 장관을 두고 혁명국회는 새 법을 제정했다.
스페인을 몰아내고 독립하는데 성공했지만 다시 미국의 필리핀 침략이 가시화되자 그는 미국의 영향력 확장에 맞서 자립론을 주장하였다. 미국이 필리핀에서 영향력을 강화하자 이를 합병하려 하는 것으로 보고 아폴리나리오는 아기날도와 다시 독립운동을 벌였다.
1899년 12월 아서 C. 맥아더 주니어는 미국 상원을 움직여 마비니를 추방해야만 될 이유를 설명했고, 그는 미 당국에 의해 강제로 해임당한 뒤 체포, 투옥되었다가 1900년 10월 3일 풀려났다.

### 투옥과 최후
그러나 옥중에서 심해진 질병으로 운신이 불편하였고 그 뒤 마닐라의 작은 오두막 집에서 정치 기사와 칼럼 등을 작성하며 근근이 생계를 유지하였다. 그러나 미국 식민지 정부에 협조하지 않는다는 이유로 1901년 괌으로 유배되어갔다. 저서로는 사후 출간된 <필리핀 혁명 La revolución filipina>이 있다.
1903년 2월 다시 풀려나 필리핀으로 다시 돌아올 수 있었지만 5월 13일 콜레라에 걸려 마닐라 외곽의 자택에서 39세로 사망했다.

### 사후
마닐라 외곽에 있던 그의 집은 1968년도 사적지로 공인되었으며 그의 생존당시 고가구, 도기 및 식기류, 부엌의 모습이 담긴 사진들이 그대로 보존되었으며, 후일 마비니 기념관으로 개편되었다.
후일 필리핀의 독립 이후 필리핀 지폐 1페소 도안에 들어갔다가, 나중에는 10페소 도완에 들었다. 그 뒤 현행 필리핀 화폐 10페소 도안에 안드레스 보니파시오와 함께 들어있다.

## 저서
- <필리핀 혁명 La revolución filipina> (1931)

## 같이 보기
- 에밀리오 아기날도
- 호세 리잘
- 필리핀의 수상
- 민족 해방 운동
- 카티푸난